# De Centimeters
De Centimeters was van 1978 tot 1981 de begeleidingsband van Raymond van het Groenewoud en bestond uit Stoy Stoffelen, Mich Verbelen en Jean Blaute.
Na de split van Louisette ontstaat de groep in 1974 onder de naam Bien Servi met als leden Stoy Stoffelen, Mich Verbelen en Jean-Marie Aerts en verandert zijn naam in 1975 in The Millionaires als Jean Blaute Jean-Marie Aerts vervangt. In 1979 presenteren ze zichzelf met de door EMI uitgegeven 7" vinyl single Wij zijn de centimeters. Voor de productie tekenden Jean Blaute en Raymond van het Groenewoud.
Jean Blaute speelde in de groep onder meer accordeon, gitaar, orgel en piano. Mich Verbelen was de basgitarist, Stoy Stoffelen speelde op drums en percussie. Alle leden namen zanglijnen voor hun rekening.
In 1980 haalde de groep de tweede positie van Humo's Pop Poll als 'Beste groep nationaal'.
Er bestond ook een Nederlandse en een Amerikaanse band met dezelfde naam.